# Caldéro

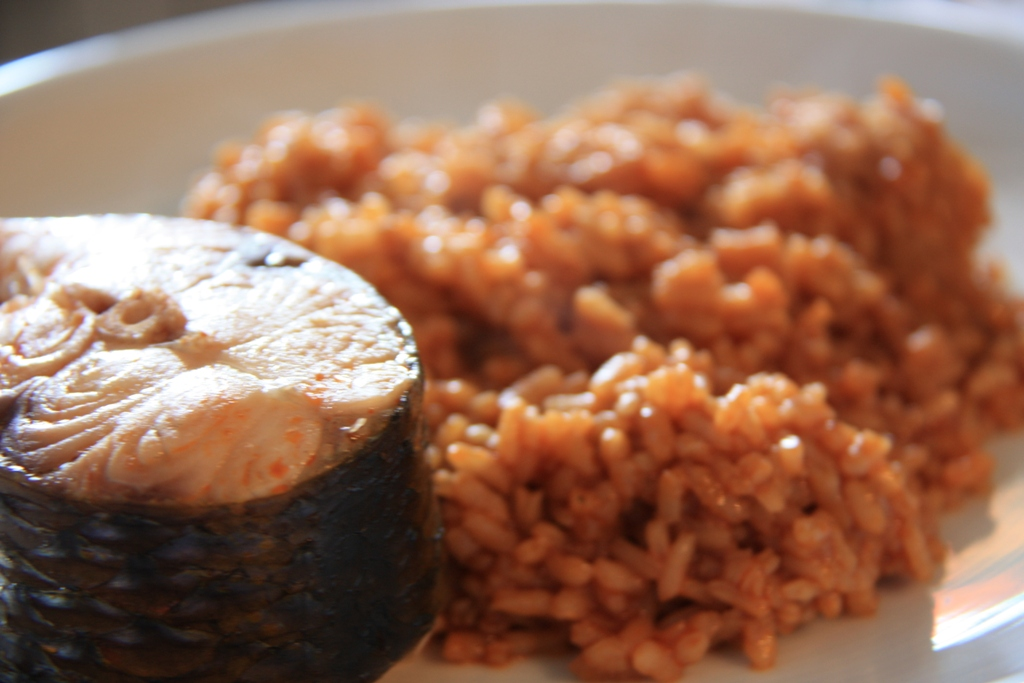

Le caldéro (en espagnol, caldo signifie « jus », « bouillon ») est un plat de poissons et de riz de la consistance d'une soupe, originaire de la région d'Oran en Algérie ; c'est un plat pied-noir.
Ce plat de pêcheur comprend comme base un mélange de poissons de roche, moules, calamars, crevettes et/ou langoustines.
Les poissons cuisent dans un court-bouillon aromatisé dont les ingrédients peuvent varier. On peut y mettre, suivant les cas, safran, paprika, piment, gingembre, mélange d'épices pour poisson ou même du curry.
Une fois les poissons cuits, on passe le bouillon dans lequel on fait ensuite cuire le riz. Il existe des variantes dans lesquelles on fait cuire une poignée de pâtes à la place du riz.